# The Wednesday Night Heroes
The Wednesday Night Heroes è l'album di debutto del gruppo punk rock canadese Wednesday Night Heroes, pubblicato nel 2001 dalla Longshot Music.

## Tracce
1. Hated 'N' Proud – 2:36
2. General Strike – 2:15
3. We Will Not Be Pushed Aside – 2:15
4. Faq – 1:23
5. Bad Apples (Rotten to the Core) – 2:19
6. We All Go – 1:56
7. Don't Tread on Me – 2:49
8. Turn Our Backs – 2:32
9. Live Fast, Die Young – 1:59
10. Nuthin' But Trouble – 2:36
11. Nazi Girlfriend – 2:41
12. Our Common Struggle – 2:24
13. Together, United and Strong – 3:20
14. My Way for the Highway – 3:14

## Formazione
- Graeme MacKinnon - voce
- Luke MacKinnon - chitarra
- Konrad Adrelunas - basso
- Jay Zazula - batteria